# مجله پرستاری دستگاه گوارشی

مجله پرستاری دستگاه گوارشی (به انگلیسی: Gastrointestinal Nursing) یک ماهنامه مراقبت‌های بهداشتی است که منعکس‌کننده کارکرد پژوهش‌ها و مقاله‌های بالینی در زمینه پرستاری دستگاه گوارش انسان است. این ماهنامه به وسیلهٔ اِم‌اِی هِلث‌کِیر (MA Healthcare) منتشر می‌شود.